# Akademia Jagiellońska – Toruńska Szkoła Wyższa

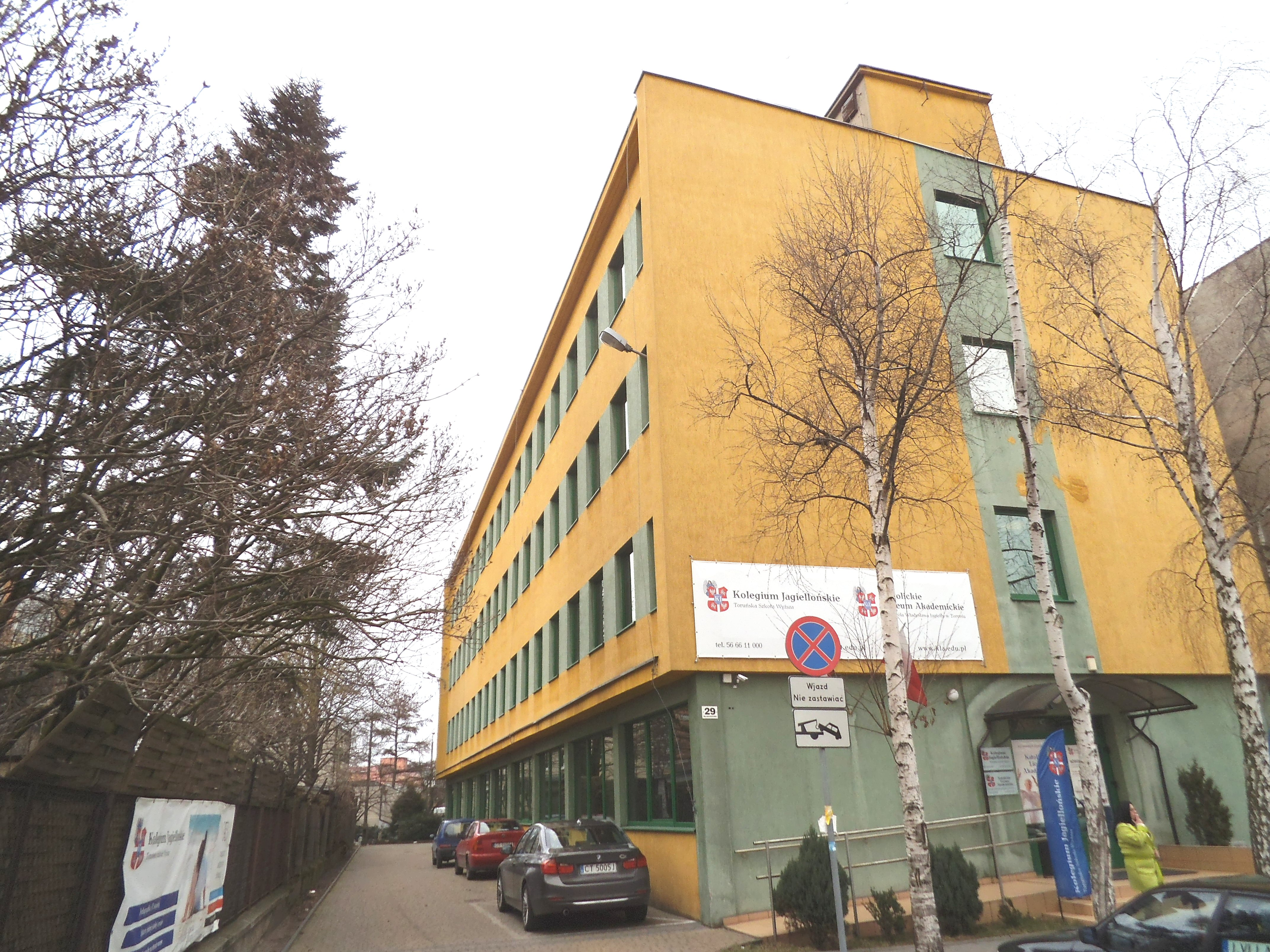
Była siedziba Szkoły

Akademia Jagiellońska – Toruńska Szkoła Wyższa (wcześniej Toruńska Szkoła Wyższa, w l. 2013–2022 Kolegium Jagiellońskie – Toruńska Szkoła Wyższa) – uczelnia niepubliczna z siedzibą w Toruniu, zlokalizowana w zabytkowym budynku, we wschodniej części Zespołu Staromiejskiego, na rogu ulic Prostej i Jęczmiennej, w sąsiedztwie Rynku Nowomiejskiego. Szkołę powołano do istnienia w 2003 roku. Jest ona wpisana do rejestru uczelni niepublicznych i związków uczelni niepublicznych, prowadzonego przez Ministra Nauki i Szkolnictwa Wyższego, pod nr 281.
W lutym 2022 roku uczelnia uzyskała status akademii i przyjęła obecną nazwę – Akademia Jagiellońska w Toruniu.

## Władze
- Rektor – dr Joanna Górska-Szymczak
- Prorektor ds. studenckich –  dr Eugeniusz Suwiński
- Prorektor ds. naukowych – dr Andrzej Potoczek

## Kształcenie
- studia licencjackie i inżynierskie
  - Administracja
  - Bezpieczeństwo narodowe
  - Pedagogika
  - Stosunki międzynarodowe

- magisterskie
  - Pedagogika[6]
  - Stosunki międzynarodowe
  - Administracyjno-ekonomiczne[7]

Dodatkowo Szkoła prowadzi również studia podyplomowe takie jak:
- Asystent rodziny
- Bezpieczeństwo teleinformatyczne
- Edukacja dla bezpieczeństwa
- Ochrona informacji niejawnych i zarządzanie danymi osobowymi
- Resocjalizacja i aktywizacja społeczna
- Socjoterapia
- Studium pomocy psychologicznej.